# Arrup obtusus
Arrup obtusus är en mångfotingart som först beskrevs av Masatoshi Takakuwa 1934.  Arrup obtusus ingår i släktet Arrup och familjen storhuvudjordkrypare. Inga underarter finns listade i Catalogue of Life.